# عبدالله مراد
عبدالله مراد (انگلیسی: Abdullah Morad؛ زادهٔ ۸ مهٔ ۱۹۹۰) بازیکن فوتبال اهل امارات متحده عربی است.